# NBC Nightly News
NBC Nightly News é o principal telejornal diário da NBC News e o noticiário líder em audiência nos Estados Unidos. NBC Nightly News é transmitido ao vivo, diariamente todas as noites (daí o nome "Nightly") a partir da NBC Studios, GE Building, 30 Rockefeller Center, New York. Durante a semana o telejornal é transmitido pela maioria das estações NBC nos Estados Unidos, indo ao ar a partir das 18:30 na costa Leste e as 19:00 na costa Oeste, após o noticiário local.

## História e Principais Apresentadores

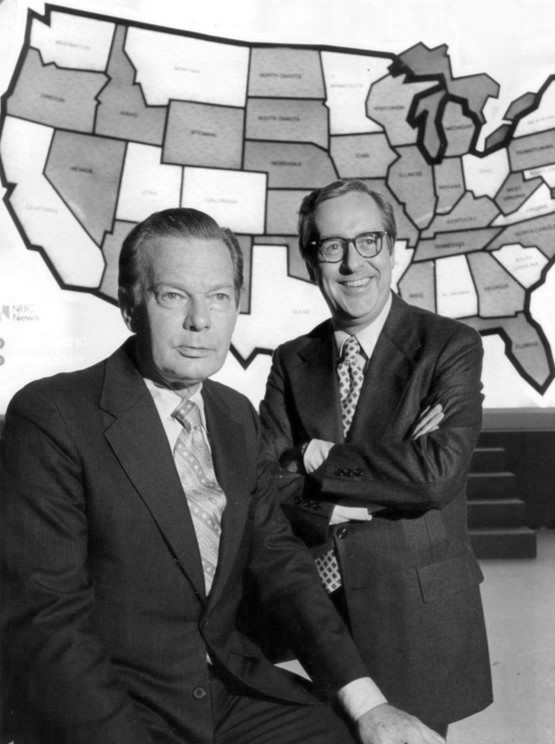
David Brinkley e John Chancellor

### David Brinkley e John Chancellor (1970-1982)
O The Huntley-Brinkley Report (às vezes conhecido como The Texaco Huntley-Brinkley Report por causa de um de seus primeiros patrocinadores) foi um noticiário noturno americano em exibição na NBC de 29 de outubro de 1956 a 31 de julho de 1970. Era ancorado por Chet Huntley na cidade de Nova Iorque, e David Brinkley em Washington, D.C., capital dos EUA. Sucedeu o Camel News Caravan, ancorado por John Cameron Swayze.
Com a aposentadoria de Chet Huntley, o Huntley-Brinkley Report teve seu nome alterado para NBC Nightly News, indo ao ar no dia 3 de Agosto de 1970 contando com três âncoras: David Brinkley, John Chancellor e Frank McGee, onde os mesmos se revezavam na apresentação das notícias. O programa era apresentado ao menos por um dos âncoras, geralmente por dois e raramente pelos três âncoras.
Com os executivos da rede perdendo a paciência e o Nightly News perdendo audiência para o CBS Evening News com Walter Cronkite, a NBC decide interromper o sistema de rotação realizado entre os âncoras. McGee passou a apresentar o matutino Today, Brinkley passou a fornecer comentários ao Nightly News direto de Washington, e Chancellor assumiu como único âncora do telejornal. Em 1976, Brinkley voltou à mesa de ancoragem retomando a dupla que fazia com Chancellor no comando do programa. As apresentações eram feitas a partir de Nova Iorque. Em outubro do mesmo ano o telejornal volta a ser apresentado por uma única pessoa.
Apesar das diversas mudanças, Chancellor nunca foi capaz de bater Cronkite e o CBS Evening News, embora o Nightly News conseguisse, às vezes, manter o segundo lugar no horário.

### Tom Brokaw (1982-2004)

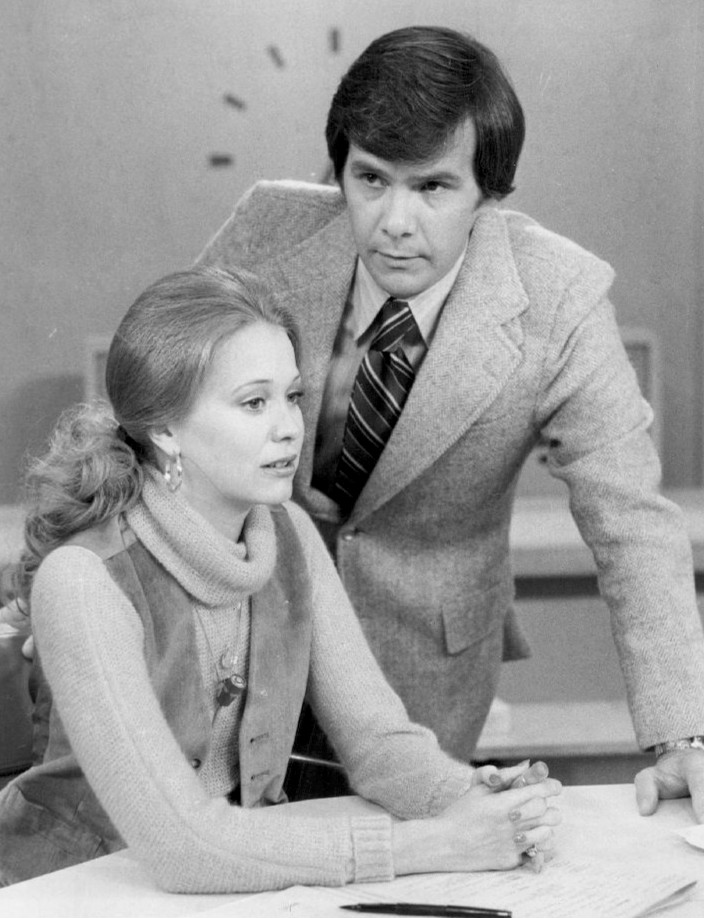
Jane Pauley, âncora aos finais de semana, e Tom Brokaw.

Símbolo do NBC Nightly News with Tom Brokaw, nos anos 2000.

Em 5 de Abril de 1982 Tom Brokaw, âncora do Today desde 1976, assumiu a posição de âncora do Nightly, posto então ocupado por John Chancellor, que passou à posição de comentarista editorial até sua aposentadoria, em 1993. Roger Mudd, âncora do telejornal em Washington, foi afastado do ar e em 5 de Setembro de 1983, Brokaw assumiu a posição de âncora solo, no mesmo dia em que seu concorrente, Peter Jennings, tornou-se âncora único do ABC World News Tonight.
Com Brokaw sendo o único âncora, o Nightly News agora estava totalmente baseado na cidade de Nova York. Entre outras notícias, ele cobriu o desastre do Challenger (ônibus espacial), a filipina Segunda Revolução do Poder Popular, o Sismo de Loma Prieta de 1989, a Queda do Muro de Berlim e o desastre climático com o Furacão Andrew. Encontrou-se com o líder soviético Mikhail Gorbatchov e com o atual presidente russo Vladimir Putin. Ele era o único âncora de rede em Berlim quando o Muro caiu.
A presença de Brokaw lentamente atraiu telespectadores e, no início da década de 1990, passou a lutar pela liderança de audiência com o ABC World News Tonight. Em 1997 o Nightly News solidificou sua liderança, permanecendo no lugar durante 10 anos. A antiga concorrente da NBC nessa faixa de horário, a CBS Evening News, ancorado até então por Dan Rather e atualmente por Norah O’Donnel, havia perdido audiência que teve durante a era Cronkite, e caiu para o terceiro lugar.
Em 11 de setembro de 2001, Brokaw juntou-se a Katie Couric e Matt Lauer, apresentadores do Today, por volta das 9h30, após o ataque à Torre Sul do World Trade Center, transmitido ao vivo, e continuou a ancorar o dia todo, até depois da meia-noite. Após o colapso da segunda torre, Brokaw disse: "Isso é guerra. Esta é uma declaração e a execução de um ataque aos Estados Unidos".

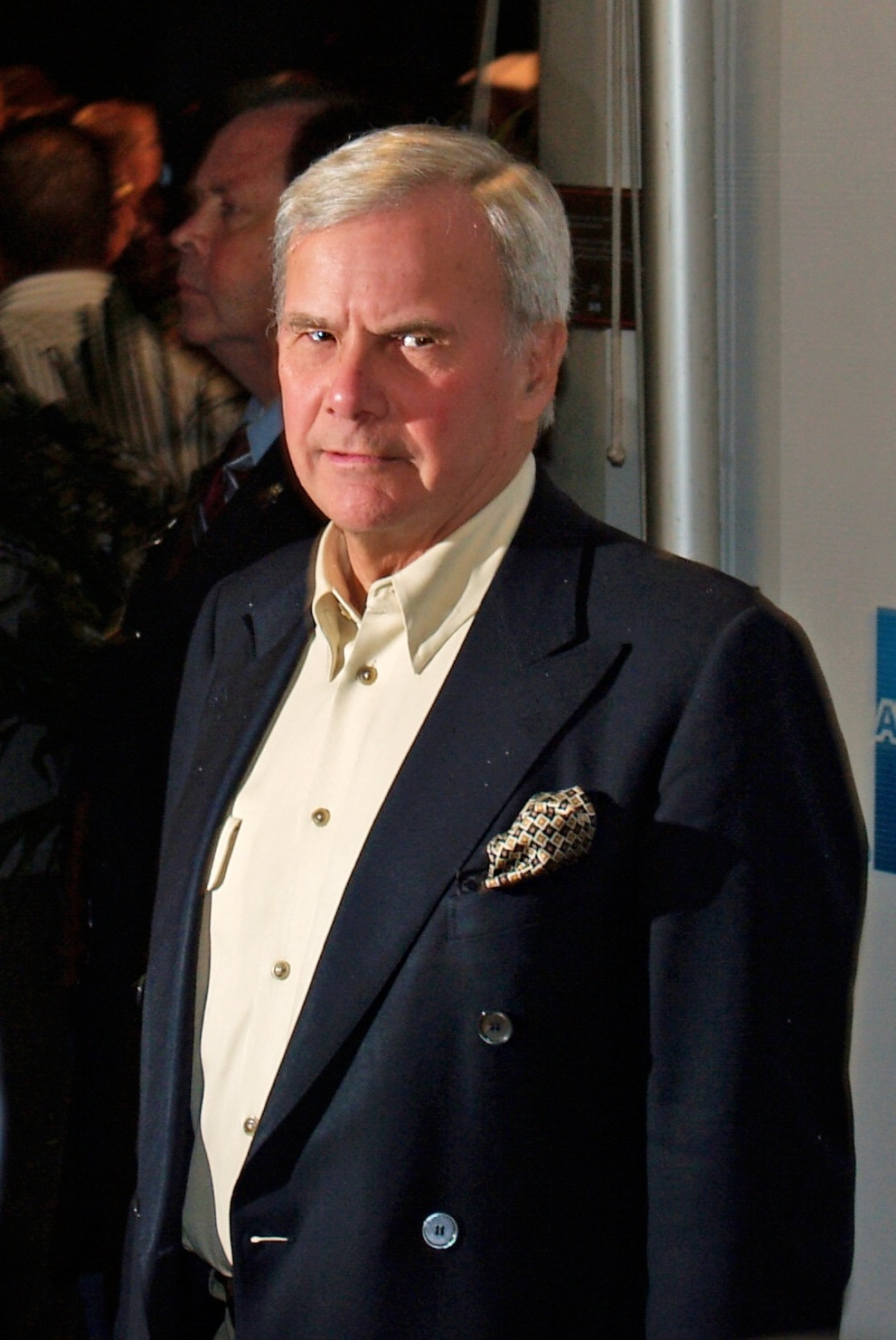
Tom Brokaw, um dos principais âncoras da história do NBC Nightly News, em foto de 2007.

Em 28 de maio de 2002, Brokaw anunciou sua aposentadoria como âncora do Nightly News para entrar em vigor após as eleições presidenciais em 2004. A transmissão final de Brokaw foi ao ar em 1 de dezembro de 2004, encerrando os 22 anos de ancoragem e 21 como jornalista chefe da rede - com mandado recorde na NBC. Brokaw se aposentou do jornalismo em 22 de janeiro de 2021, após 55 anos de atuação na NBC News.

### Brian Williams (2004-2015) e seu controverso afastamento

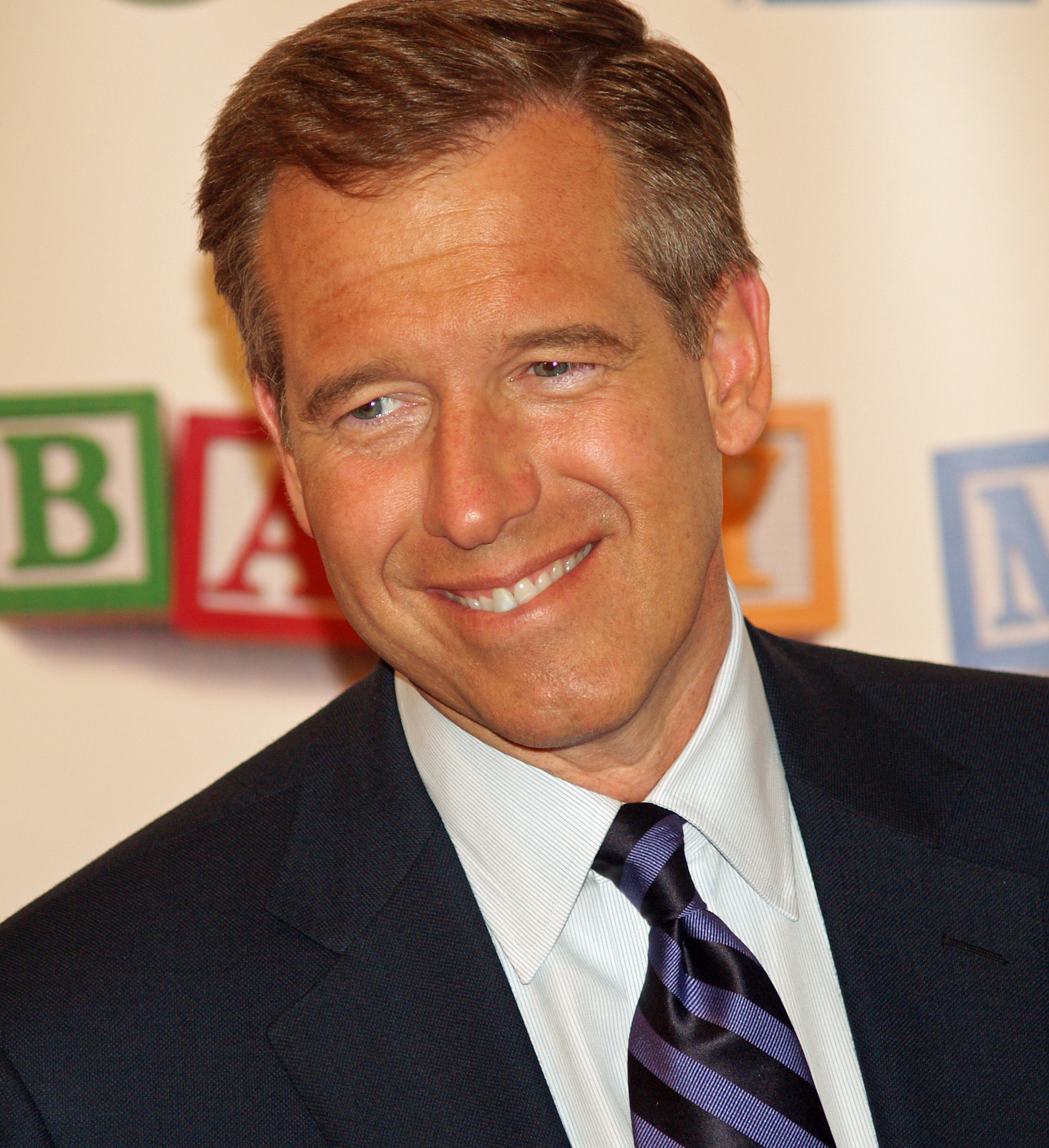
Brian Williams, âncora do NBC Nightly News até 2015.

Brian Williams, substituto frequente de Tom Brokaw, tornou-se âncora permanente do telejornal em 2 de dezembro de 2004. Do primeiro dia de Williams como âncora, até 2007, onde deslizou e perdeu espaço para o segundo colocado, o ABC World News, com Charles Gibson, o Nightly News teve em média de 10 milhões de telespectadores diários. Alguns meses depois do deslize o telejornal recuperou a audiência e se tornou o mais assistido nos Estados Unidos.
Williams começou a elevar sua popularidade devido a repercussão das reportagens realizadas ao vivo na região atingida pelo Furacão Katrina no estado da Louisiana, em agosto de 2005. No entanto, por conta da cobertura dessa tragédia e de outros incidentes, sua credibilidade foi colocada em xeque.
Em 4 de fevereiro de 2015, Williams se desculpou no programa por ter se “confundido” em várias ocasiões sobre um relato de que estava a bordo de um helicóptero Chinook abatido por fogo inimigo de uma granada propelida por foguete enquanto cobria a invasão do Iraque em 2003, quando ele estava de fato a bordo de um helicóptero que o seguia. Isso aconteceu depois que ele recebeu críticas de soldados americanos por embelezar a história quando um segmento da transmissão de 30 de janeiro de 2015 contando o incidente foi postado na página do programa no Facebook. Ele contou a história várias vezes, incluindo suas aparições no Late Show with David Letterman e no próprio Nightly News apenas algumas noites antes de vários veteranos de guerra que estiveram com Williams em 2002 afirmarem que Williams não estava presente na época do acidente, mas apareceu cerca de uma hora depois para relatar isso. Williams pediu desculpas, dizendo que havia "lembrado mal" da história em sua memória e que havia sido um acidente genuíno, mas muitos críticos acusaram Williams de inventar a história e pediram sua demissão. Williams anunciou mais tarde que tiraria uma folga porque havia se tornado "uma parte muito importante das notícias". A revelação estimulou a imprensa negativa em relação a Williams, incluindo alguns pedindo que ele fosse demitido pela NBC News, embora Paul Rieckhoff, fundador da Associação de Veteranos Americanos do Iraque e Afeganistão, tenha declarado que “perseguir [Williams] por esse erro fará pouco para ajudar nossos veteranos e militares”.
Em meio a essa controvérsia e questionamentos sobre as alegações de Williams acerca de suas experiências enquanto ele reportava de Nova Orleães após o incidente com o furacão Katrina em agosto de 2005, incluindo que ele contraiu disenteria por ingestão acidental de água da enchente, a divisão de notícias decidiu iniciar uma sindicância interna sobre o assunto que seria conduzido por meio de sua unidade de investigação. Em 7 de fevereiro de 2015, Williams declarou em um memorando para a equipe da NBC News que se afastaria "da transmissão diária pelos próximos dias", com Lester Holt substituindo-o nas transmissões noturnas da semana.
Em 10 de fevereiro de 2015, Williams foi suspenso sem direito à remuneração por seis meses devido ao escândalo que surgiu depois que ele foi criticado por forjar uma história sobre sua reportagem sobre a Guerra do Iraque e o furacão Katrina. Nesse ínterim, a NBC anunciou que o apresentador fixo de fim de semana Lester Holt seria o âncora do programa.

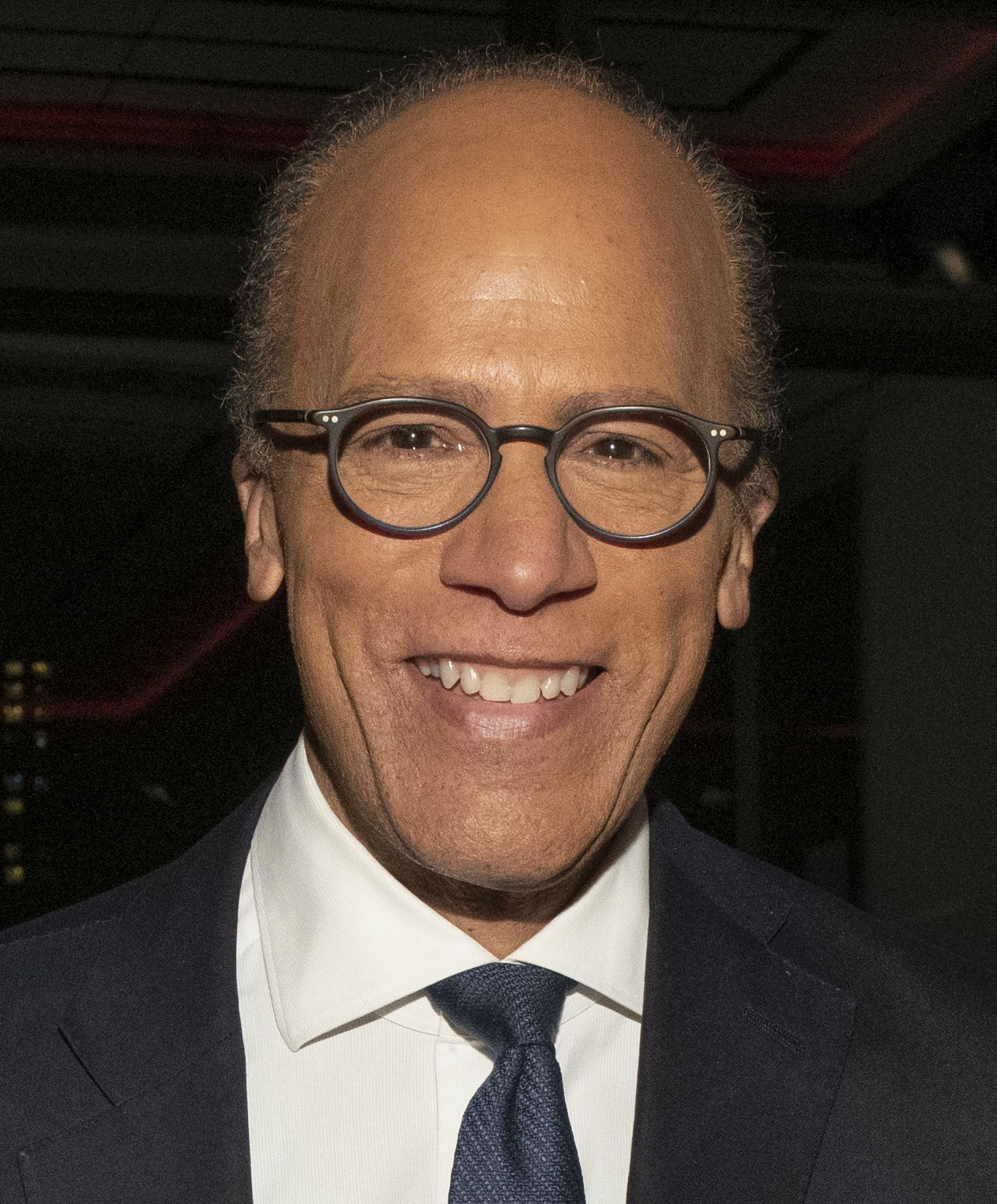
Lester Holt, âncora do NBC Nightly News (2015 até 2025).

### Lester Holt (2015–2025)
Em 18 de junho de 2015, o presidente da NBC News e da MSNBC, Andrew Lack, anunciou que Lester Holt se tornaria o principal âncora do NBC Nightly News de forma permanente a partir de 22 de junho de 2015. Holt estava em gozo de férias programadas no dia do anúncio, com a apresentadora do Today Savannah Guthrie servindo como âncora interina da transmissão naquela semana. Depois que sua suspensão terminou em agosto, Brian Williams foi transferido para a MSNBC, onde anteriormente atuou como âncora e correspondente, e onde está até hoje.

Símbolo do NBC Nightly News de 2015 até 2023.

Holt atuou anteriormente como âncora interino das transmissões noturnas de 6 de agosto de 2013 a 2 de setembro de 2013, quando Williams saiu de licença médica da NBC News para se submeter a uma cirurgia no joelho. Com sua promoção a âncora principal, Holt é o primeiro âncora solo afroamericano durante a semana de um grande noticiário da rede. Max Robinson foi coâncora do ABC's World News Tonight de 1978 a 1983, e Gwen Ifill foi coâncora do PBS NewsHour de 2013 a 2016.

Símbolo do NBC Nightly News with Lester Holt de 2023 até 2025.

Em 19 de junho de 2023, o "NBC Nightly News" passou por sua primeira grande reformulação de marca desde a era Brian Williams, como parte de uma reformulação mais ampla da NBC como um todo; a mudança de marca foi revelada pela NBC durante um evento em homenagem aos 75 anos de telejornais da NBC. A reformulação inclui um novo esquema gráfico para transmissão ao vivo, com o objetivo de criar menos distrações do conteúdo das notícias, bem como um novo emblema estilizado com a letra "N" (que lembra o logotipo "Proud N" da emissora de 1979-86), que pode ser dividido para exibir manchetes e é mais adequado para plataformas digitais.
Em 24 de fevereiro de 2025, a NBC News anunciou que Holt deixaria o NBC Nightly News no verão para se concentrar mais no Dateline NBC. A NBC não nomeou imediatamente um sucessor, mas os meios de comunicação especularam o âncora do Top Story, Tom Llamas, e os âncoras de fim de semana José Díaz-Balart e Hallie Jackson como potenciais candidatos.
Holt fez sua última transmissão como âncora do NBC Nightly News em 30 de maio de 2025. Holt também apareceu no Today mais cedo naquele dia para discutir seu legado e seu desejo de seguir carreira no jornalismo de longa duração. At the end of the broadcast, Holt signed off saying: 
| “ | Como apresentador, foi uma honra liderar este programa e uma honra ser recebido em suas casas. Sou muito grato pela confiança de vocês. Por aqui, fatos importam, palavras importam, jornalismo importa e vocês importam. [...] Sentirei falta das nossas noites juntos e da equipe que organiza tudo, meus queridos amigos e colegas. Mas, por enquanto, só quero agradecer à minha família incrivelmente paciente e solidária, e a todos vocês. [...] Enquanto isso, por favor, continuem cuidando de si mesmos e uns dos outros, e eu farei o mesmo. [...] Foi uma jornada e tanto. Obrigado a todos. | ” |

### Tom Llamas (2025–presente)

Símbolo do NBC Nightly News with Tom Llamas a partir de 2 de junho de 2025.

Em 5 de março de 2025, a NBC News anunciou Tom Llamas como sucessor de Holt na apresentação do NBC Nightly News. Llamas anteriormente apresentou o noticiário rival da ABC World News Tonight nos fins de semana antes de retornar à NBC News em 2021 (Llamas trabalhou anteriormente com a NBC de 2000 a 2014). Llamas também continuará apresentando o programa Top Story with Tom Llamas na NBC News Now. A NBC começou a veicular sua campanha promocional para Llamas em 19 de maio de 2025.
Espera-se que Llamas estreie como âncora do NBC Nightly News em 2 de junho de 2025.

## Transmissão e audiência
O NBC Nightly News começou a ser transmitido em alta definição (1080i) em 26 de Março de 2007. A maioria das imagens continuaram sendo filmadas em analógico, enquanto os escritórios de notícias da rede convertiam-na para HD. As operações do telejornal passaram a ser totalmente em HD no ano de2009 (o CBS Evening News começou as transmissões em HD em 7 de Janeiro de 2008, e o ABC World News em 25 de Agosto de 2008, durante a cobertura da Convenção Nacional dos Democratas de 2008).
Em 27 de junho de 2016, o NBC Nightly News mudou para uma apresentação 16:9 letterbox completa, com o pacote gráfico existente sendo reposicionado para o formato 16:9. Em 10 de outubro de 2016, o noticiário estreou um visual totalmente novo no ar com gráficos originalmente otimizados para a apresentação completa em 16: 9, incluindo um novo logotipo do programa substituindo variações do anterior que era usado desde 8 de novembro de 1999. Em 14 de julho de 2017, o NBC Nightly News voltou permanentemente do Studio 3B para o Studio 3C.
Em 11 de agosto de 2021 foi anunciado que a produtora executiva Jennifer Suozzo deixaria o programa e Meghan Rafferty seria a produtora executiva interina em 16 de agosto de 2021. Em 13 de setembro de 2021, o NBC Nightly News mudou permanentemente do Studio 3C para o Studio 1A, também a casa do Today.
Atualmente o NBC Nightly News é o telejornal com maior audiência dos Estados Unidos, com média de 9,3 milhões de espectadores. Pouco de um milhão a mais do segundo colocado, o ABC World News, com David Muir.